# Wolfgang Suschitzky
Wolfgang Suschitzky (ur. 29 sierpnia 1912 w Wiedniu, zm. 7 października 2016 w Londynie) – brytyjski fotograf i operator filmowy pochodzenia austriackiego. Współpracował z Paulem Rothą w latach czterdziestych XX wieku. Pracował m.in. przy filmie Dopaść Cartera (1971) Mike’a Hodgesa.
Andrew Pulver opisał Suschtizky’ego jako „żywy związek z dniami przedwojennej chwały brytyjskiej grupy Documentary Film Movement”. Steve Chibnall pisze, że Suschitzky „był znany jako ekspert planu zdjęciowego łączonego z umiejętnością dokumentalistycznego zachowania atmosfery warunków naturalnych”, Jego zdjęcia zostały wystawione w National Gallery w Londynie, w Austriackim Forum Kulturalnym w Londynie i w The Photographers’ Gallery w Londynie i pojawiają się w wielu międzynarodowych zbiorach fotograficznych. Jest ojcem operatora filmowego Petera Suschitzky’ego (1940), muzyka klasycznego i pisarza Mishy Donata i Julii Donat. W sierpniu 2012 roku stał się stulatkiem.

## Życiorys

### Wczesne lata
Ojciec Suschitzky’ego był wiedeńskim socjaldemokratą żydowskiego pochodzenia. Odstąpił od swojej wiary i stał się ateistą, lub bezwyznaniowcem. Otworzył pierwszą socjal-demokratyczną księgarnię w Wiedniu (później stając się wydawcą). Wolfgang Suschitzky urodził się w mieszkaniu nad księgarnią. Jego siostra Edith Tudor-Hart (1908-1973) była fotografką. Suschitzky powiedział o swoim ojcu: „był wspaniałym człowiekiem. Zdałem sobie sprawę, że dalej w moim życiu, nie będzie go tak wiele, jak gdy widziałem go na co dzień. Ale poznałem ciekawych ludzi, niektórych z jego autorów, którzy przychodzili i jedli z nami obiad lub spotykałem ludzi, którzy przychodzili do jego sklepu”.
W wywiadzie, w wieku 95 lat, we wrześniu 2007 roku, Suschitzky przypomniał dzieciństwo, wspominał przede wszystkim podniecenie rosyjską rewolucją w 1917 roku. Został wychowany bez wiary. Suschitzky przypomniał sobie, że jego koledzy zazdrościli, że mógł opuszczać lekcje religii i siedzieć na zewnątrz czytając książki. Suschitzky opisał siebie jako „bardzo złego chłopca. Każdego popołudnia robiliśmy różnego rodzaju psoty z... moimi kumplami w parku”. Często miał kłopoty w szkole i w domu. Po poradzie konsultanta edukacyjnego w Wiedniu, jego ojciec wysłał go pewnego dnia do szkoły z internatem, aby nauczyć go jakiejś dyscypliny. Jednak nadal był złośliwy i często zatrzymywany po lekcjach w szkole.
Pierwszą miłością Suschitzky’ego była zoologia, ale zdał sobie sprawę, że nie będzie mógł utrzymać się jako zoolog w Austrii, więc zamiast tego, pod wpływem swojej siostry, studiował fotografię. W tym czasie klimat polityczny w Austrii zmienił się z socjaldemokratycznego na austrofaszyzm. Będąc socjalistą i żydowskiego pochodzenia, Suschitzky stwierdził, że nie ma dla niego przyszłości w Austrii i w 1934 wyjechał do Londynu, gdzie mieszkała jego siostra. Podczas gdy Suschitzky był w Londynie jego ojciec popełnił samobójstwo. Suschitzky ożenił się z Holenderką Heleną Wilhelminą Marią Elżbietą (Puck) Voûte w Hampstead i przeniósł się do Holandii. Jego żona odeszła od niego po roku, Suschitzky powiedział: „to było wielkim szczęściem, bo gdybym z nią został, nie byłbym żywy, jestem tego pewien”. Wrócił do Anglii w 1935 i w 1939 ożenił się z Iloną Donat, z którą miał troje dzieci.

### Praca fotografa i operatora
Pierwszą pracą Suschitzky’ego były fotografie Holandii na kartkach pocztowych dla kiosków. Praca ta trwała kilka miesięcy. W 1935 udał się do Anglii i został operatorem filmowym Paula Rothy, z którym długo współpracował. Ich pracą w czasie wojny był film World of Plenty (1943) i sponsorowane przez państwo krótkie informacje filmowe. Z Rothą ukończył film fabularny, pracując przy No Resting Place (1951), który był jednym z pierwszych brytyjskich filmów fabularnych wykonanych całkowicie w plenerze. Film był nominowany do Nagrody Brytyjskiej Akademii Filmowej za najlepszy film w 1952 roku. Następnie filmował komedię The Oracle (1953) Colina Leslie, a następnie jeszcze film Rothy Cat and Mouse (1958). Pracował również z Jackiem Claytonem przy filmie krótkometrażowym The Bespoke Overcoat, który zdobył w 1956 Oscara. Robił także zdjęcia do Oxford-Don C.S. Lewisa, około 1959.
W latach 1960. prace Suschitzky’ego obejmowały ekranizację Ullisesa Jamesa Joyce`a (Joseph Strick, 1967), i w Hammer Film Productions film Vengeance of She (Cliff Owen, 1968). W 1963 robił zdjęcia do brytyjskiego filmu kryminalnego The Small World of Sammy Lee w reżyserii Kena Hughesa. Ten film miał wpływ na scenarzystę Mike’a Hodgesa, z którym Suschitzky później pracował przy filmie gangsterskim Dopaść Cartera (1971). Jego ostatnim filmem przed wykonaniem zdjęć do Dopaść Cartera była adaptacja Joego Ortona Entertaining Mr. Sloane (1970) w reżyserii Douglasa Hicoxa.
Jego filmografia obejmuje dwa filmy w reżyserii Jacka Couffera, Ring of Bright Water i Living Free, który był kontynuacją filmu Born Free. Wydanie 12 magazynu Lid prezentowało liczące dwadzieścia osiem stron portfolio ze zdjęciami Suschitzky’ego oraz portretem i szkicem Gerarda Malangi. Jego syn Peter Suschitzky ASC/BSC jest również filmowcem. Wolf (lub Su, jak również był nazywany) jest opisywany w książce Conversations with Cinematographers Davida Ellisa, opublikowanej przez amerykańskiego wydawcę Scarecrow Press.
Suschitzky zmarł 7 października 2016 roku w wieku 104 lat w Londynie.

## Częściowa filmografia[14]
- World of Plenty (Paul Rotha, 1943)
- The World Is Rich (1947)
- No Resting Place (Paul Rotha, 1951)
- The Oracle (S. M. Pennington-Richards,1953)
- Cat and Mouse (Paul Rotha, 1958)
- The Bespoke Overcoat (1956)
- Snow (Geoffrey Jones, 1963)
- Sands of Beersheba (1966)
- Ulysses (Joseph Strick, 1967)
- Vengeance of She (Cliff Owen, 1968)
- Les Bicyclettes de Belsize (1968)
- The Small World of Sammy Lee (Ken Hughes, 1963)
- Ring of Bright Water  (Jack Couffer, 1969)
- Entertaining Mr. Sloane (Douglas Hicox, 1970)
- Dopaść Cartera (Get Carter, reż. Mike Hodges, 1971)
- Living Free (Jack Couffer, 1972)
- Some Kind of Hero (1972)
- Theatre of Blood (1973)
- Moments (1974)
- Something to Hide (1976)
- Falling in Love Again (1980)
- Good and Bad at Games (serial TV, 1983)
- The Young Visiters (1984)
- The Chain (Jack Gold, 1984)